# Джеласси, Мунир
Мунир Филип Джеласси (швед. Monir Philip Jelassi; род. 25 ноября 1999, Стокгольм) — шведский футболист, защитник «Броммапойкарны».

## Клубная карьера
Является воспитанником «Болльстанеса», в котором прошёл путь от детских и юношеских команд до основной. В 2015 году в её составе провёл четыре матча в пятом шведском дивизионе. Затем в 16-летнем возрасте перешёл в «Соллентуну», где сначала на протяжении двух лет выступал за молодёжную команду клуба. В апреле 2018 года дебютировал за основную команду в матче первого дивизиона с «Карлслундом». В обшей сложности провёл в команде три сезона. В сезоне 2020 года забил пять мячей и сделал несколько результативных передач, чем привлёк внимание нескольких команд из Суперэттана, таких как «Васалунд» и «Вестерос».
18 января 2021 года стал игроком «Броммапойкарны», выступающей в первом дивизионе. Первую игру за новый клуб провёл 2 апреля против «Карлстада». В первый сезон вместе с командой занял первое место в турнирной таблице и вышел в Суперэттан. В сезоне 2022 года «Броммапойкарна» также стала победителем и поднялась в Алльсвенскан. 27 мая 2023 года дебютировал в чемпионате Швеции в игре с «Сириусом», заменив на 76-й минуте Андре Чалишира.

## Достижения
Броммапойкарна
- Победитель Суперэттана: 2022
- Победитель Дивизиона 1: 2021

## Клубная статистика
| Выступление      | Выступление      | Выступление      | Лига | Лига | Кубки | Кубки | Конт. кубки | Конт. кубки | Разное | Разное | Итого | Итого |
| Клуб             | Лига             | Сезон            | Игры | Голы | Игры  | Голы  | Игры        | Голы        | Игры   | Голы   | Игры  | Голы  |
| ---------------- | ---------------- | ---------------- | ---- | ---- | ----- | ----- | ----------- | ----------- | ------ | ------ | ----- | ----- |
| Болльстанес      | Дивизион 5       | 2015             | 4    | 0    | 0     | 0     | 0           | 0           | 0      | 0      | 4     | 0     |
| Болльстанес      | Итого            | Итого            | 4    | 0    | 0     | 0     | 0           | 0           | 0      | 0      | 4     | 0     |
| Соллентуна       | Дивизион 1       | 2018             | 15   | 2    | 1     | 0     | 0           | 0           | 0      | 0      | 16    | 2     |
| Соллентуна       | Дивизион 1       | 2019             | 23   | 2    | 2     | 0     | 0           | 0           | 1      | 0      | 26    | 2     |
| Соллентуна       | Дивизион 1       | 2020             | 29   | 5    | 3     | 1     | 0           | 0           | 0      | 0      | 32    | 6     |
| Соллентуна       | Итого            | Итого            | 67   | 9    | 6     | 1     | 0           | 0           | 1      | 0      | 74    | 10    |
| Броммапойкарна   | Дивизион 1       | 2021             | 28   | 7    | 2     | 0     | 0           | 0           | 0      | 0      | 30    | 7     |
| Броммапойкарна   | Суперэттан       | 2022             | 26   | 0    | 4     | 1     | 0           | 0           | 0      | 0      | 30    | 1     |
| Броммапойкарна   | Алльсвенскан     | 2023             | 3    | 0    | 3     | 0     | 0           | 0           | 0      | 0      | 6     | 0     |
| Броммапойкарна   | Итого            | Итого            | 57   | 7    | 9     | 1     | 0           | 0           | 0      | 0      | 66    | 8     |
| Всего за карьеру | Всего за карьеру | Всего за карьеру | 128  | 16   | 15    | 2     | 0           | 0           | 1      | 0      | 144   | 18    |